# Polytaenium jenmanii
Polytaenium jenmanii är en kantbräkenväxtart som först beskrevs av James Everhard Benedict, och fick sitt nu gällande namn av James Everhard Benedict. Polytaenium jenmanii ingår i släktet Polytaenium och familjen Pteridaceae. Inga underarter finns listade.